# Ignacia Sáenz y Ulloa
Ignacia Sáenz y Ulloa (sinh ngày 31 tháng 7 năm 1800 - ngày 18 tháng 2 năm 1873) là Đệ nhất phu nhân của Costa Rica từ 1822 đến 1823 và từ 1833 đến 1835, và là vợ của ông Jose Rafael Gallegos Alvarado, Nguyên thủ quốc gia của Costa Rica cho hai điều khoản riêng biệt.

## Tiểu sử
Doña Ignacia kết hôn với Jose Rafael Gallegos vào năm 1822. Bà sinh được 8 người con. Một người con trai, Rafael Gallegos Sáenz (sinh tháng 5 năm 1831) sau đó trở thành một doanh nhân và chính trị gia nổi tiếng, phục vụ trong chính quyền của Bruno Carranza Ramírez làm Bộ trưởng Tài chính và Thương mại.
Năm 1872, Doña Ignacia và ba cô con gái chưa chồng của bà chuyển đến San Francisco, California, nơi bà qua đời vào năm sau.